# Homaspis interrupta
Homaspis interrupta là một loài tò vò trong họ Ichneumonidae.